# Авраамиевский скит
Авраа́миевский ски́т — один из скитов Валаамского монастыря, расположенный на Емельяновском (Авраамиевском) острове, одном из малых островов Валаамского архипелага.

## История

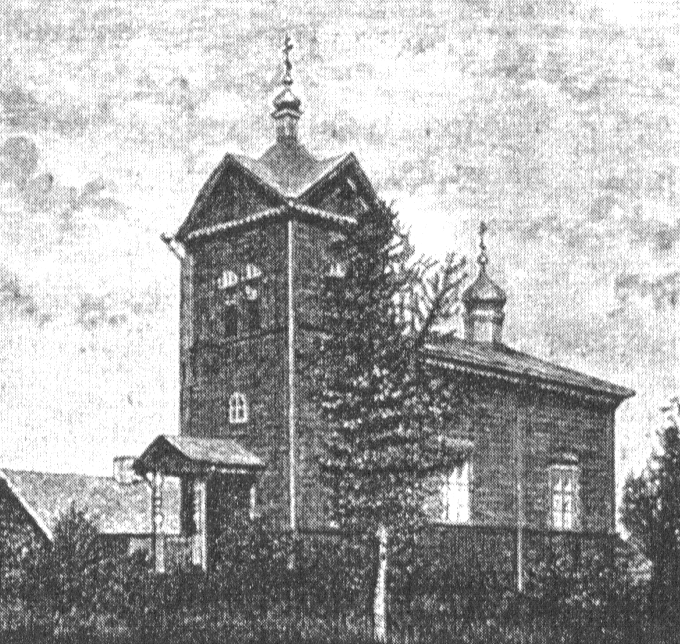
Храм преподобного Авраамия Ростовского, сооруженный в 1873 году. Иллюстрация из книги "Православные русские обители", 1909 год.

Скит получил своё название по имени преподобного Авраамия Ростовского, постриженного в монашество на Валааме и в X веке ставшего игуменом обители. Первоначально в скиту проживало всего шесть монахов.
В 1873 году в скиту была построена деревянная церковь с колокольней, также названная в честь святого. Её план принадлежал архитектору Григорию Ивановичу Карпову. На 1909 год, в ней хранилась часть мощей преподобного Иакова Боровичского, подаренная скиту вместе с частью церковных икон благотворителем Ф.И. Тюменевым, некоторое время проживавшим на острове и построившим на нём дом. В 1918 году, во время гражданской войны, в Авраамиевском скиту устроили концлагерь. В 1923 году церковь была пожертвована Тиурульскому приходу, расположенному в Финляндии и относящемуся к Куопикской и Карельской митрополии Константинопольского патриархата. В сталинские времена тут были лагеря Гулага.

## Современное состояние
В 1960-х годах на Авраамиевском острове произошёл лесной пожар, после которого сохранились только колодец, остатки фундамента храма и могила схиархимандрита Севастиана. В 2006 году на Авраамиевском острове был установлен поклонный крест. Восстановление монашеской обители было начато в 2014 году. В 2016 году на острове впервые появилось электроснабжение. По состоянию на март 2018 года, Авраамиевский скит был одним из восстанавливающихся скитов монастыря, которых на тот момент было восстановлено одиннадцать из тринадцати.
10 июля 2022 года Патриарх Московский и всея Руси Кирилл посетил скит преподобного Авраамия Ростовского, где освятил построенный храм Всемилостивого Спаса. В дар храму Патриарх Московский и всея Руси Кирилл передал икону преподобного Саввы Сторожевского с житием.